# Wanderer-Fantasie

Wanderer-Fantasie

„Wanderer-Fantasie“ ist der populäre Name für das Opus 15 (D 760) in C-Dur von Franz Schubert, geschrieben im November 1822. Es handelt sich um eine Fantasie für Klavier Solo in vier Sätzen, welche teilweise selbst in der klassischen Sonatenhauptsatzform stehen und auch in ihrer Anordnung eine Sonate zu formen scheinen (was in der typischen Reihenfolge Schnell-Langsam-Scherzo-Schnell deutlich wird). Andererseits besteht ein enger Zusammenhang zwischen den Einzelsätzen, so dass die Fantasie auch als ein großer Sonatenprozess gedeutet wird. Demnach wäre der erste Satz die Exposition, der zweite eine freie Durchführung, der dritte eine (wenngleich stark variierte) Reprise und der vierte würde die virtuose Coda bilden.
Das ganze Werk basiert auf einem einzigen Motiv, das sich in seiner Reinform in der Melodie des zweiten Satzes findet, welche von Schubert aus einem seiner eigenen Lieder, Der Wanderer (1816), zitiert wurde.
Die vier Sätze gehen nahtlos ineinander über. Der erste Satz Allegro con fuoco ma non troppo steht in C-Dur und im 4/4-Takt, hier ist vor allem der Rhythmus der Grundfigur (Viertel - 2 Achtel - Viertel - 2 Achtel) charakteristisch. Der zweite Satz, ein Adagio, der die Keimzelle des Werkes bildet, steht überraschend in cis-Moll und ist ein Variationssatz, in dem Schubert zu den unterschiedlichsten Lösungen kommt (vom vielstimmigen Satz zur zart umspielten Melodie, weiter zu kraftvollen punktierten Akkordtürmen bis hin zu rasanten Tremoli). Der dritte Satz, Presto in As-Dur, greift das Grundmotiv nun im 3/4-Takt und in punktierter Fassung auf. Das Finale (Allegro) steht wieder in C-Dur. Nach einem fugierten Beginn sucht Schubert nach neuen Ausdrucksmöglichkeiten, noch mehr als in den vorangegangenen Sätzen. Dabei greift er mit seiner orchestralen Satztechnik bereits dem Werk von Franz Liszt vor, indem er Akkord-Tremoli, ausgedehnte Oktav- und Akkordpassagen und vor allem Arpeggien in bis dahin nicht gekanntem Ausmaß verwendet. Schubert selbst gab zu, das Werk nie beherrscht zu haben („Der Teufel soll dieses Zeug spielen!“) und es ist dementsprechend auch als sein technisch anspruchsvollstes Werk bekannt.
Das Werk steht vor allem in klaviertechnischer Hinsicht in einem gewissen Zusammenhang mit dem Schaffen von Franz Liszt. Dieser war so beeindruckt von den Klangmöglichkeiten, die sich in der Wanderer-Fantasie verbargen, dass er diese häufig aufführte und zusätzlich eine eigene Version für Klavier und Orchester schrieb.